# Liste der Botschafter der Vereinigten Staaten in Suriname
Der Botschafter der Vereinigten Staaten von Amerika in Suriname ist der bevollmächtigte Botschafter der Vereinigten Staaten von Amerika in Suriname seit deren Unabhängigkeit 1975.

## Botschafter
| Amtszeit  | Name                         | Bemerkungen                  |
| --------- | ---------------------------- | ---------------------------- |
| 1975–     | Robert L. Flanagin           | Chargé d’Affaires ad interim |
| 1976–1978 | Joseph Owen Zurhellen Jr.    |                              |
| 1978–1980 | Nancy Ostrander              |                              |
| 1980–1981 | John Joseph Crowley Jr.      |                              |
| 1982–1984 | Robert Werner Duemling       |                              |
| 1984–1987 | Robert E. Barbour            |                              |
| 1987–1990 | Richard C. Howland           |                              |
| 1991–1993 | John P. Leonard              |                              |
| 1993–1996 | Roger Gamble                 |                              |
| 1997–2000 | Dennis K. Hays               |                              |
| 2000–2003 | Daniel A. Johnson            |                              |
| 2003–2006 | Marsha E. Barnes             |                              |
| 2006–2009 | Lisa Bobbie Schreiber Hughes |                              |
| 2009–2012 | John R. Nay                  |                              |
| 2012–2015 | Jay Nicholas Anania          |                              |
| 2016–2018 | Edwin Richard Nolan Jr.      |                              |
| 2018–2022 | Karen L. Williams            |                              |
| 2022–     | Priyadarshi Sen              | Chargé d’Affaires ad interim |